# Livio Berruti

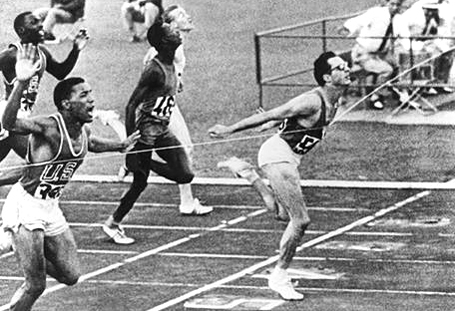
Llegada victoriosa de Berruti a la meta en los juegos de 1960.

Livio Berruti (19 de mayo de 1939 en Turín, Italia), es un atleta italiano especialista en pruebas de velocidad y campeón olímpico de los 200 metros en los Juegos de Roma 1960.
Berruti tenía 21 años y era estudiante de química en la Universidad de Padua cuando participó en los Juegos Olímpicos de Roma, celebrados en su propio país. Su imagen era bastante llamativa, ya que siempre corría con gafas negras y calcetines blancos. No estaba considerado como uno de los favoritos en los 200 metros, y además en esta prueba los atletas estadounidenses habían dominado de forma ininterrumpida desde los Juegos de Los Ángeles 1932.
Sin embargo, en las semifinales celebradas el 3 de septiembre, Berruti logró igualar el récord mundial de esta prueba con 20,5. Ese mismo día tuvo lugar la final, y Berruti nuevemente consiguió la victoria, repitiendo su marca de 20,5 y superando al estadounidense Lester Carney (plata con 20,6) y al francés Abdoulaye Seye (bronce con 20,7). 
Participó también en la prueba de los relevos 4 x 100 metros, donde los italianos rozaron la medalla, aunque finalmente acabaron en cuarta posición.
Su victoria le convirtió en una de las grandes estrellas de los Juegos de Roma, ya que fue el único triunfo italiano en el atletismo, y además llegó de forma inesperada. La prensa italiana de la época se hizo eco de un posible romance durante los Juegos entre Berruti y la velocista americana  ganadora de tres medallas de oro Wilma Rudolph, aunque no es algo que esté confirmado.
A pesar de su juventud, Berruti nunca volvería a lograr un éxito similar en el futuro. Participó en dos ediciones más de los Juegos Olímpicos. En los de Tokio 1964 fue 5º clasificado en los 200 metros y 7º en los relevos 4 x 100 metros, mientras que en México 1968 fue eliminado en cuartos de final de los 200 metros y de nuevo 7º en la prueba de relevos.
Aparte de esto también logró catorce títulos de campeón de Italia: seis en los 100 metros (1957-62) y ocho en los 200 metros (1957-62, 65 y 68).